# Khoratpithecus piriyai
Khoratpithecus piriyai és un khoratpitec (primat proper als orangutans) que visqué durant el Miocè en allò que avui en dia és Tailàndia. És conegut a partir d'un maxil·lar inferior trobat al nord-est d'aquest país. La seva morfologia i estructura interna foren descrites i comparades amb les d'altres homínids del Miocè.
Les seves restes foren trobades a dipòsits de sorra fluvial i de grava d'un gran riu, en associació amb molts troncs, fragments de fusta i grans vertebrats fossilitzats. Una anàlisi biocronològica basada en la fauna de mamífers associats al seu període geològic indica que visqué fa entre 9 i 6 milions d'anys.